# Liste des sigles et acronymes concernant le cinéma soviétique et russe
Liste des sigles et acronymes concernant le cinéma soviétique et russe
- AKR : Association du cinéma révolutionnaire, devenue AKRR en 1929
- AKRR : Association des artistes de la Russie révolutionnaire
- Belgoskino : Cinéma de Biélorussie, (1926-1938)
- Cgali ou Tsgali : Archive centrale d'État de littérature et d'art, Rgali après la fin de l'URSS
- CSDF (en) : Studios centraux de films documentaires
- Coks : Réunion centrale des studios de cinéma, à Alma-Ata (1941-1944)
- Feks : Fabrique de l'acteur excentrique (1921-)
- Gik : Institut national de la cinématographie (1930)
- Glavlit : organe de censure
- Glavrepertkom
- Gosfilmofond : Fonds d'État des films de cinéma
- Goskino
- Gosvoenkino
- GTK
- GUFK
- Gvyrm
- Kem
- Lenfilm
- Mosfilm
- NEP : Nouvelle politique économique
- NKVD : Commissariat du peuple aux Affaires intérieures
- Opoiaz
- PC(b)
- PCUS : Parti communiste de l'Union soviétique
- RAPP : Direction de la littérature (instance de contrôle des films)
- Rgali
- Rosta : Agence télégraphique russe
- Sovkino
- Soyuzmultfilm Studio
- Ukrainfilm
- VGIK : Institut national de la cinématographie
- Vufku : Studio de cinéma de l'Ukraine (1922-1930)